# Ambrosius Hedengran
Ambrosius Hedengran, född 1660 i Hedemora, död 17 december 1741 i Stockholm, var en svensk kopparstickare, tecknare och kanslist vid Kanslikollegium.
Han var son till rådmannen Peder Andersson Ambrosius och hans hustru Elisabeth. Hedengran studerade på 1680-talet troligen för några av de gravörer som var engagerade i Eric Dahlberghs utgivning. Hedengran präntade efter andras förlagor minnestavlor som distribuerades till några av landets största kyrkor, de framställde bland annat Uppsala kyrkomöte, Karl XI:s begravning, Slaget vid Narva och användes som en illustration av viktigare händelser. Han var även verksam som koppartryckare och tecknade 1695 ett kontrakt om tryckningen av några plåtar för Sueciaverket. Hedengran är representerad vid ett flertal kyrkor och i Kungliga biblioteket med gratulationsverser till Karl XII i original. 